# Municipio de Lincoln (condado de Madison, Iowa)
El municipio de Lincoln (en inglés: Lincoln Township) es un municipio ubicado en el condado de Madison en el estado estadounidense de Iowa. En el año 2010 tenía una población de 606 habitantes y una densidad poblacional de 6,67 personas por km².

## Geografía
El municipio de Lincoln se encuentra ubicado en las coordenadas 41°17′16″N 94°3′59″O / 41.28778, -94.06639. Según la Oficina del Censo de los Estados Unidos, el municipio tiene una superficie total de 90.79 km², de la cual 90,76 km² corresponden a tierra firme y (0,03 %) 0,03 km² es agua.

## Demografía
Según el censo de 2010, había 606 personas residiendo en el municipio de Lincoln. La densidad de población era de 6,67 hab./km². De los 606 habitantes, el municipio de Lincoln estaba compuesto por el 98,84 % blancos, el 0,17 % eran asiáticos y el 0,99 % eran de una mezcla de razas. Del total de la población el 0,66 % eran hispanos o latinos de cualquier raza.